# Borja Gómez Pérez
Borja Gómez Pérez est un footballeur espagnol né le 14 mai 1988 à Madrid (Espagne). Pouvant évoluer au poste de défenseur central ou de latéral gauche.

## Palmarès
- Segunda División B :

Vainqueur du groupe II en 2010 avec AD Alcorcón